# 克里平
克里平（Hubert Knipping，1868年3月25日—1955年6月16日）又譯柯南平、桂平，是一名德国外交官。1900年至1902年期间即在德国驻上海总领事馆任职。1906年至1913年任德国驻天津领事。1913-1917年中德断交期间担任德国驻上海总领事。1953年6月，他被授予德意志联邦共和国大十字勋章。